# Gloria Diaz
Gloria Maria Aspillera Diaz (n. 10 martie 1951, Ilocos Region⁠(d), Filipine) este o actriță din Filipine, ea fiind prima filipineză care a câștigat titlul de Miss Universe. Ea a fost căsătorită cu omul de afaceri Gabriel "Bong" Daza cu care ea are două fiice, Isabelle și Ava. În 1969 când avea 18 ani câștigă titlul de Miss Universe.
Diaz este o actriță de film și TV bine cunoscută în Filipine, ei i s-a acordat printre altele și premiul FAMAS (Filipino Academy of Movie Arts and Sciences Award).

## Filmografie selectată
- Beauty Queen (2010) Madame Yuri Sandoval
- Diva (2010) Paula Fernandez
- Nagsimula sa Puso (2009) Pinky Ortega
- Ang Tanging Ina N'yong Lahat (2008) Pres.Hillary Dafalong
- Sakal, Sakali, Saklolo (2007) Charito
- Sana Maulit Muli (2007) Monica Johnson
- Kasal, Kasali, Kasalo (2006) Charito
- Nasaan Ka Man (2005) (FAMAS Awards: Best Supporting Actress)
- Sa Daigdig Ko'y Ikaw (2005)
- So... Happy Together (2004)
- Star Circle National Teen Quest (2004) serial TV
- Sarah: The Teen Princess (2003) serial TV
- Nympha (2003)
- Batang West Side (2002)
- Milagro's Calling (2001)
- Bakit 'di Totohanin (2001)
- Kool Ka Lang (2001) serial TV
- Kung Mawawala Ka (2001) serial TV Czarina Montemayor
- Anna Karenina (1996) serial TV
- Bob, Verushka & The Pursuit of Happiness (2000)
- Dahil May Isang Ikaw (1999)
- Jose Rizal (1998) (FAMAS Awards: nominată ca cea mai bună actriță)
- Miguel/Michelle (1998) (FAMAS Awards: nominată ca cea mai bună actriță)
- Kirot sa Puso (1997)
- Reputasyon (1997)
- Dyesebel (1996)
- Trese (1990)
- My Pretty Baby (1989)
- Menudo't Pandesal (1987)
- Working Girls 2 (1987)
- Ang Daigdig ay Isang Butil na Luha (1986)
- Sa Totoo Lang! (1985)
- Lalakwe (1985)
- Momooo (1984)
- May Daga sa Labas ng Lungga (1984)
- Cinq et la Peau (1982) aka Five and the Skin (International: English title)
- Palabra De Honor (1981)
- Uhaw na Dagat (1981)
- Ikaw ang Miss Universe Nang Buhay Ko (1979)
- Sinong Kapiling? Sinong Kasiping? (1977)
- Ganito Kami Noon, Paano Kayo Ngayon (1976)
- Sa Pag-ikot Ng Mundo (1975)
- Ang Nobya Kong Sexy (1975)
- Ang Pinakamagandang Hayop sa Balat ng Lupa (1974) (FAMAS Awards: nominată ca cea mai bună actriță)
- Andres de Saya
- Andres de Saya 2
- Andres de Saya 3
- Goatbuster
- Island of Desire
- Sagot ng Puso
- Jose Rizal